# Бондаренко Іван Панасович
Іван Панасович Бондаренко (нар. 5 червня 1926, село Олексіївка, тепер Первомайського району Харківської області — 16 лютого 2009, місто Ростов-на-Дону, Російська Федерація) — радянський партійний і державний діяч, перший секретар Ростовського обкому КПРС (1966—1984). Депутат Ради Союзу Верховної Ради СРСР 7—11 скликань від Ростовської області. Член ЦК КПРС у 1971—1986 роках. Герой Соціалістичної Праці (7.12.1973). Почесний громадянин міста Ростова-на-Дону. Кандидат економічних наук (1972).

## Біографія
Народився в селянській родині. Трудову діяльність розпочав у 1942 році обліковцем в колгоспі.
З 1943 по 1945 рік служив у Червоній армії, учасник німецько-радянської війни. Війну закінчив у Берліні.
У 1945—1946 роках — обліковець бригади колгоспу Ростовської області РРФСР.
У 1946—1948 роках — учень сільськогосподарського технікуму.
У 1948—1950 роках — дільничний агроном Атаманської машинно-тракторної станції Єгорлицького району Ростовської області, головний агроном лісозахисної станції в Ростовській області.
Член ВКП(б) з 1950 року.
У 1950—1956 роках — студент Азово-Чорноморського сільськогосподарського інституту.
У 1956—1959 роках — директор навчально-дослідного господарства в Ростовській області; секретар парткому, асистент кафедри Азово-Чорноморського сільськогосподарського інституту.
У 1959—1962 роках — 1-й секретар Некліновського районного комітету КПРС Ростовської області; завідувач сільськогосподарського відділу Ростовського обласного комітету КПРС.
У 1962 — січні 1963 року — секретар Ростовського обласного комітету КПРС.
У січні 1963 — грудні 1964 року — 2-й секретар Ростовського сільського обласного комітету КПРС.
29 грудня 1964 — листопад 1966 року — голова виконавчого комітету Ростовської обласної Ради депутатів трудящих.
16 листопада 1966 — 25 липня 1984 року — 1-й секретар Ростовського обласного комітету КПРС.
Указом Президії Верховної Ради СРСР від 7 грудня 1973 року за великі успіхи досягнуті у Всесоюзному соціалістичному змаганні, великий особистий внесок у виконанні прийнятих зобов'язань по збільшенню виробництва і продажу державі продуктів рослинництва і тваринництва першому секретарю Ростовського обкому КПРС Бондаренку Івану Панасовичу присвоєно звання Героя Соціалістичної Праці з врученням ордена Леніна і золотої медалі «Серп і Молот».
З липня 1984 року перебував на пенсії у місті Ростові-на-Дону. Похований на Північному цвинтарі Ростова-на-Дону.

## Нагороди та Звання
- Герой Соціалістичної Праці (7.12.1973)
- три ордени Леніна (27.08.1971, 7.12.1973,)
- орден Трудового Червоного Прапора (22.03.1966)
- орден Вітчизняної війни ІІ ступеня (6.04.1985)
- почесний громадянин Ростова-на-Дону (2004)
- подяка голови адміністрації (губернатора) Ростовської області (2007), у зв'язку з 70-річчям з дня утворення Ростовської області